# عرقسوس منتن
عرقسوس منتن (الاسم العلمي:Glycyrrhiza foetida) هو نوع من النباتات يتبع جنس العرقسوس من الفصيلة البقولية.